# Il risveglio della terra
Il risveglio della terra o I frutti della terra (in norvegese: Markens Grøde) è un romanzo dello scrittore norvegese Knut Hamsun. Pubblicato nel 1917, è il libro che gli è valso il Premio Nobel per la letteratura nel 1920 .

## Struttura
Il romanzo, strutturato in due parti, è stato definito un idillio, ma anche un'utopia conservatrice. Proprio nei toni pacati e nello stile semplice e lineare, tipico di molti autori scandinavi, che conferiscono al romanzo un senso di serenità ed eternità, traspare la sfiducia nella modernità, la paura che il progresso allontani l'uomo dalla sua dimensione più autentica, quella naturale. Vi si ritrova tutto l'attaccamento atavico dell'autore per la terra, sentita come ritorno dell'uomo alle sue origini e come strumento della sua elevazione morale e materiale.

## Trama
(Knut Hamsun, incipit di Markens Grøde)
È un romanzo epico che narra la storia di Isak, personaggio di non ben chiare origini, che decide di stabilirsi in un appezzamento di terra incolto nella natura millenaria della Norvegia settentrionale, insieme con la moglie Inger, lottando contro le avversità degli elementi. La loro vita, e quindi quella dei figli, viene scandita dal succedersi delle stagioni, dalla dura attività di agricoltori, dal bisogno di cibo e d'amore ma anche dalla gioia e dalla nobiltà del lavoro.

## Edizioni italiane
- Il risveglio della terra, trad. it. Luigi Taroni, ELI, Milano, 1945.
- I frutti della terra, (prefazione Francesco Mei), Gherardo Casini editore, Roma, 1966.
- Fame - Pan - Victoria - Il risveglio della terra, volume 31 di Scrittori del mondo, UTET, 1979.
- I frutti della terra, Si24, Palermo, 2018, ISBN 978-88-31-93500-5.
- I germogli della terra, trad. it. Sara Cudeddu, Einaudi, Torino, 2021